# نادیه لطفی
نادیه لطفی (زادهٔ ۳ ژانویهٔ ۱۹۳۷ – درگذشتهٔ ۴ فوریه ۲۰۲۰) هنرپیشه اهل مصر بود. او از هنرپیشه‌های معروف در عصر درخشان سینمای مصر بود.